# آدور گوپالاکریشنان
آدور گوپالاکریشنان (انگلیسی: Adoor Gopalakrishnan؛ زادهٔ ۳ ژوئیه ۱۹۴۱) کارگردان، فیلم‌نامه‌نویس و تهیه‌کننده اهل کشور هند است. از وی به‌عنوان یکی از بهترین فیلم‌سازان هند یاد می‌شود.

## جوایز
وی همچنین برنده جوایزی همچون لژیون دونور شده‌است.